# Lesachtal (kommun)
Lesachtal är en kommun  i Österrike. Den ligger i dalen Lesachtal i distriktet Hermagor i förbundslandet Kärnten, i den centrala delen av landet, 320 km sydväst om huvudstaden Wien. Kommunen gränsar i söder till Italien. 
Kommunen består av 31 orter (Ortschaften) (inom parentes invånarantal 1 januari 2024):

- Assing (3)
- Birnbaum (67)
- Durnthal (8)
- Egg (12)
- Frohn (22)
- Guggenberg (18)
- Klebas (100)
- Kornat (73)
- Ladstatt (15)
- Liesing (110) - kommunens huvudort
- Maria Luggau (172)
- Mattling (16)
- Moos (13)
- Niedergail (27)
- Nostra (35)
- Obergail (60)
- Oberring (25)
- Pallas (12)
- Promeggen (12)
- Raut (22)
- Rüben (12)
- Salach (1)
- St. Lorenzen im Lesachtal (285)
- Stabenthein (9)
- Sterzen (12)
- Tiefenbach (8)
- Tscheltsch (35)
- Tuffbad (5)
- Wiesen (22)
- Wodmaier (33)
- Xaveriberg (25)